# Ophiocordyceps unilateralis
Ophiocordyceps unilateralis, cunoscută sub denumirea de „ciuperca furnicii-zombi”, este o ciupercă patogenă pentru insecte, descoperită de naturalistul britanic Alfred Russel Wallace în 1859 și întâlnită cu precădere în ecosistemele pădurilor tropicale. Această ciupercă infectează furnicile din tribul Camponotini⁠(d), provocând o modificare semnificativă a comportamentului furnicii infectate. Gazdele infectate își părăsesc cuiburile din coronament și traseele de hrănire pentru a ajunge pe solul pădurii, unde condițiile de temperatură și umiditate sunt favorabile dezvoltării ciupercii. Aici, furnicile își folosesc mandibulele pentru a se atașa de o venă majoră de pe partea inferioară a unei frunze, rămânând acolo după moartea lor. Procesul care duce la mortalitate durează între 4 și 10 zile și include o etapă de reproducere în care corpurile fructifere cresc din capul furnicii, rupându-se pentru a elibera sporii ciupercii.
Deși O. unilateralis poate afecta grav populațiile de furnici, ea este, de asemenea, susceptibilă la infecții fungice, ceea ce poate limita impactul asupra coloniilor de furnici.
Se știe că Ophiocordyceps unilateralis și speciile înrudite sunt implicate într-un metabolism secundar activ, având rol în producerea de substanțe active, inclusiv agenți antibacterieni care protejează ecosistemul ciupercă-gazdă împotriva altor patogene în timpul reproducerii fungice. Datorită acestui metabolism, specia a suscitat interesul chimiștilor specializați în produse naturale, care au descoperit agenți moleculari de interes pentru utilizarea ca imunomodulatori, antiinfecțioși și anticancerigeni.

## Sistematică
Taxonomia Ophiocordyceps unilateralis devine din ce în ce mai clară, pe măsură ce cercetările avansează.

### CordycepsvsOphiocordyceps
De-a lungul istoriei, a existat confuzie cu privire la distincția dintre genurile Cordyceps și Ophiocordyceps⁠(d). Au fost numeroase dezbateri legate de clasificarea ciupercii furnică-zombi și a altor ciuperci, deoarece Ophiocordyceps a fost recunoscut abia recent.
Genul Cordyceps cuprinde peste 400 de specii, clasificate istoric în familia Clavicipitaceae⁠(d) din ordinul Hypocreales⁠(d). Clasificarea s-a bazat pe caracteristici morfologice, cum ar fi ascosporii filiformi și ascii⁠(d) cilindrici. În 2007, datele moleculare recente au permis reorganizarea familiei Clavicipitaceae, demonstrând că aceasta era de fapt formată din trei familii monofiletice distincte: Clavicipitaceae, Cordycipitaceae și Ophiocordycipitaceae.
Studiile filogenetice moleculare au dus la mutarea speciilor de Cordyceps care formează un grup soră cu Tolypocladium⁠(d), în familia Ophiocordycipitaceae, incluzând Ophiocordyceps unilateralis.

### Ophiocordyceps unilateralis sensu lato
Denumirea științifică a ciupercii este uneori scrisă ca Ophiocordyceps unilateralis sensu lato⁠(d), ceea ce înseamnă „în sens larg”, indicând că aceasta reprezintă un complex de multe specii asociate cu O. unilateralis.
În 2011, s-a emis ipoteza că ciuperca furnică-zombi ar putea fi de fapt un complex de specii specifice gazdelor, ceea ce sugerează că o specie de O. unilateralis poate infecta și manipula cu succes doar o specie specifică de furnică. Aceasta ar putea duce la izolarea reproductivă a ciupercii și, în consecință, la speciația acesteia. Un studiu efectuat în Brazilia a identificat patru specii diferite de Ophiocordyceps, dintre care trei au fost descrise ca noi în Amazonul brazilian, șase în Thailanda și una în Japonia.
În 2018, au fost descrise 15 noi specii de O. unilateralis pe baza criteriilor taxonomice clasice și a datelor macromorfologice, concentrându-se pe morfologia ascosporilor și asexuată. Morfologiile asexuale au condus la distincția între două clade principale: „clada centrală O. unilateralis” și „subclada O. kniphofioides.” În plus, s-a descoperit că speciile din subclasa O. kniphofioides sunt specializate pe furnicile neotropicale⁠(d), în timp ce cele din clada centrală sunt specializate pe speciile din tribul Camponotini.
Specii din clada centrală O. unilateralis, descrise în 2018:
- O. albacongiuae
- O. blakebarnesii
- O. camponoti-atricipis
- O. camponoti-balzani
- O. camponoti-bispinosi
- O. camponoti-chartificis
- O. camponoti-femorati
- O. camponoti-floridani
- O. camponoti-hippocrepidis
- O. camponoti-indiani
- O. camponoti-leonardi
- O. camponoti- melanotic
- O. camponoti-nidulantis
- O. camponoti-novogranadensis
- O. camponoti-renggeri
- O. camponoti-saundersi
- O. halabalaensis
- O. kimflemingiae
- O. naomipierceae
- O. ootakii
- O. polyrhachis-furcata
- O. pulvinata
- O. rami
- O. satoi

Specii din subclada O. kniphofioides descrise în 2018:
- O. daceti
- O. kniphofioides

## Morfologie

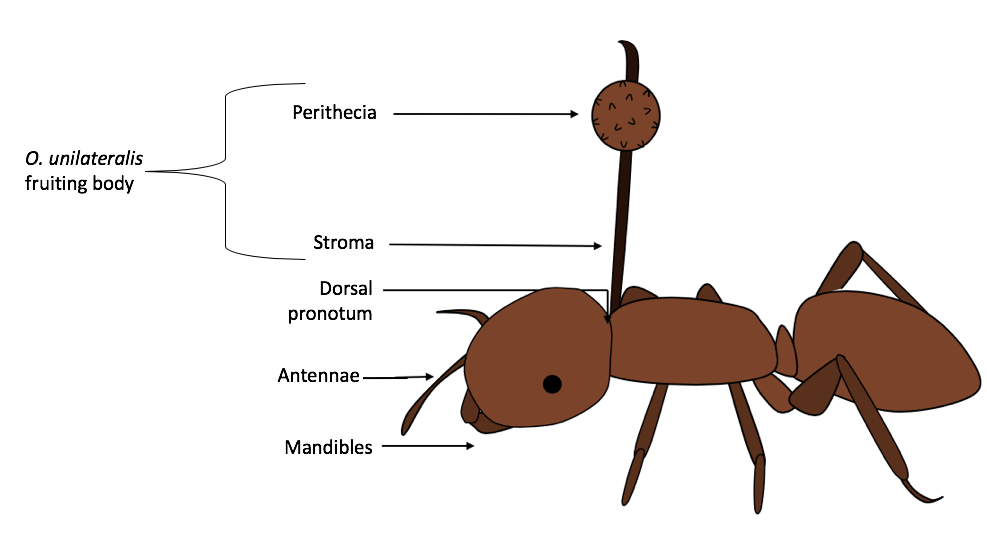
Reprezentare schematică a Ophiocordyceps unilateralis crescând dintr-o furnică gazdă infectată

### Morfologie tipică
Ophiocordyceps unilateralis este ușor de identificat atunci când structura sa reproductivă devine vizibilă pe gazda sa moartă, de obicei o furnică din genul Camponotus. La sfârșitul ciclului său de viață, O. unilateralis generează, de obicei, o singură stromă filiformă, dar flexibilă, de culoare închisă, care se ridică din regiunea pronotului dorsal al furnicii odată ce aceasta a murit. Periteciile, structura sexuală purtătoare de spori, pot fi observate pe tulpină, chiar sub vârful acesteia. Acest complex formează corpul fructifer al ciupercii.
Majoritatea speciilor din complexul de specii O. unilateralis s.l. au atât o morfologie sexuală (teleomorf), cât și una asexuată (anamorf). Acestea diferă în ceea ce privește funcția și caracteristicile lor. În general, morfemele asexuate identificate pentru Ophiocordyceps sunt genurile Hirsutella⁠(d) și Hymenostilbe⁠(d), care prezintă reproducere asexuată.

### Variația morfologică
Speciile de O. unilateralis prezintă variații morfologice datorate arealului lor geografic extins, care se întinde din Japonia până în America. S-a emis ipoteza că variațiile morfologice pot fi rezultatul adaptării ciupercii pentru a maximiza infecția pe anumite specii de furnici gazdă (infecții specifice gazdei). În aceeași zonă pot exista diferite subspecii de furnici, ceea ce implică necesitatea ocupării unor nișe ecologice distincte. Ca urmare, ciuperca ar fi putut evolua la nivel de subspecie pentru a-și maximiza fitness-ul.

#### Caracteristici morfologice ale cladei centraleO. unilateralis
Clada centrală O. unilateralis, descrisă în 2018, prezintă caracteristici morfologice distincte. Aceasta are o singură stromă cu o morfologie asexuată Hirsutella, care apare din regiunea dorsală a gâtului furnicii moarte și produce o peritecie de culoare maro închis atașată de tulpina sa. Aceste specii sunt recunoscute prin speciile gazdă pe care le infectează, toate fiind din tribul Camponotini. Odată ce gazda este ucisă de ciupercă, aceasta este frecvent găsită fixată prin mandibulele sale pe suprafețele frunzelor.

#### Caracteristicile morfologice ale subcladeiO. kniphofioides
Subclada O. kniphofioides, descrisă în 2018, are și ea caracteristici morfologice distincte. Speciile din această subcladă produc o stromă care crește lateral din toracele gazdei, generând o ascoma⁠(d) portocalie. În plus, speciile din cadrul acestei subclade împărtășesc o morfologie asexuată de tip Hirsutella. În ceea ce privește clada centrală, aceste specii sunt, de asemenea, recunoscute prin gazdele pe care le infectează, care sunt, de obicei, specii de furnici neotropicale. Subclasa nu prezintă același fenotip extins cu faimoasa „strânsoare a morții” pe care speciile de O. unilateralis o prezintă de obicei. Gazdele lor mor de obicei la baza copacilor mari din pădurea tropicală amazoniană, printre covoarele de mușchi.

## Ciclu de viață
În pădurile tropicale, specia de furnici Camponotus leonardi trăiește în coronamentul înalt și are o rețea extinsă de trasee aeriene. Uneori, golurile din coronament sunt prea greu de traversat, astfel încât traseele furnicilor coboară până la solul pădurii, unde sunt expuse sporilor de O. unilateralis. Sporii se atașează de exoscheletele furnicilor și, în cele din urmă, penetrează exoscheletul acestora prin presiune mecanică și enzime specifice. Ca și alte ciuperci patogene pentru insecte din genul Ophiocordyceps, ciuperca vizează în principal specia gazdă Camponotus leonardi. Deși O. unilateralis preferă această specie, ciuperca poate parazita și alte specii de furnici înrudite, dar cu un grad mai mic de manipulare a gazdei și de succes reproductiv.
Stadiile de drojdie ale ciupercii se răspândesc în corpul furnicii și, probabil, produc compuși care afectează hemocelul furnicii, utilizând caracteristici evolutive pentru a manipula comportamentul acesteia. O furnică infectată prezintă convulsii ale întregului corp, care o determină să se disloce din cuibul său din coronament pe solul pădurii.
Modificările comportamentale ale furnicilor infectate sunt foarte specifice, ceea ce a condus la popularizarea termenului „furnici zombi”. Comportamentele sunt reglate în beneficiul ciupercii, ajutând la creșterea și transmiterea acesteia, sporindu-i fitness-ul. Furnica urcă pe tulpina unei plante și își folosește mandibulele cu o forță anormală pentru a se fixa de o nervură a frunzei, lăsând pe aceasta urme distinctive. Furnicile se fixează de obicei de nervura unei frunze la o înălțime de aproximativ 26 cm deasupra solului pădurii, pe partea nordică a plantei, într-un mediu cu o umiditate de 94-95% și temperaturi cuprinse între 20 și 30 °C. Infecțiile pot duce la moartea a 20 până la 30 de furnici pe metru pătrat. Atunci când furnicile moarte sunt mutate în alte locuri și poziții, creșterea vegetativă ulterioară și sporularea fie nu au loc, fie rezultă în structuri de reproducere subdimensionate și anormale. În pădurile temperate, comportamentul tipic al furnicilor infectate este de a se atașa la partea inferioară a ramurilor, nu la frunze.
O căutare în bazele de date cu fosile de plante a scos la iveală urme similare pe o frunză fosilă din Groapa Messel, veche de 48 de milioane de ani. Odată ce mandibulele furnicii sunt fixate de nervura frunzei, atrofierea se instalează rapid, distrugând conexiunile sarcomerelor⁠(d) din fibrele musculare și reducând mitocondriile și sarcoplasma reticulară. Furnica nu mai este capabilă să controleze mușchii mandibulei și rămâne fixată pe loc, atârnând cu capul în jos pe frunză. Această trăsătură, denumită popular „strânsoarea morții”, este esențială în ciclul de viață al ciupercii. Un studiu efectuat în Thailanda a arătat că există o sincronizare a acestui comportament manipulat la amiaza solară.
Ciuperca ucide apoi furnica și continuă să crească pe măsură ce hifele sale invadează țesuturile moi și fortifică exoscheletul furnicii. Mai multe micelii răsar din furnică, ancorând-o de substratul vegetal și secretând antimicrobiene pentru a îndepărta concurența. Când ciuperca este pregătită să se reproducă, corpurile sale fructifere cresc din capul furnicii și se rup, eliberând sporii. Acest proces durează între 4 și 10 zile. Furnicile moarte se găsesc în zone numite „cimitire”, care conțin densități mari de furnici moarte infectate anterior cu aceeași ciupercă.
Termenul „furnici zombi” a fost folosit atât în presa populară, cât și în articole științifice, dar a fost, de asemenea, descris ca fiind „captivant, dar înșelător”.

## Produse naturale

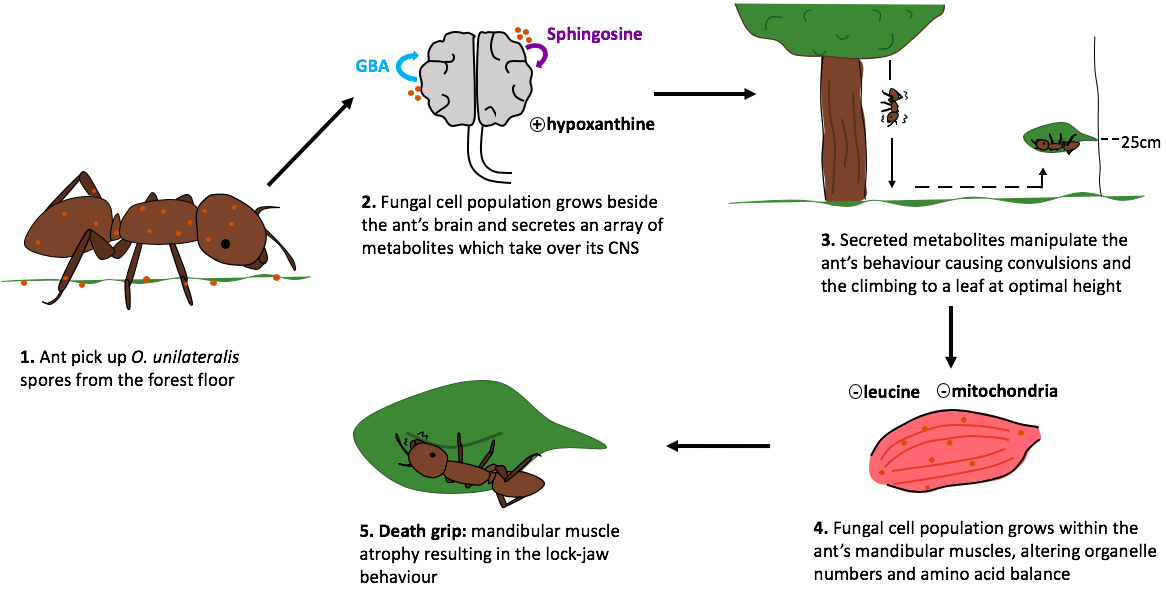
Reprezentare schematică a manipulării comportamentale a furnicilor cauzate de produsele naturale secretate de O. unilateralis

Ciclul de viață al O. unilateralis include și depinde de infectarea și manipularea unei furnici din genul Camponotus, în principal C. leonardi. Manipularea comportamentală a furnicii, care a dus la popularizarea termenului „furnică-zombi”, este rezultatul unui fenotip extins al ciupercii. Ciuperca afectează inițial comportamentul furnicii prin inducerea de convulsii care o fac să cadă din cuibul său situat în coronamentul înalt, pe solul pădurii. Aceasta este urmată de controlul cățărării furnicii și blocarea maxilarului acesteia pe o frunză situată la aproximativ 25 de centimetri deasupra solului, o înălțime considerată optimă pentru creșterea și dispersarea sporilor fungici.
De-a lungul ciclului de viață, ciuperca trebuie să facă față provocărilor unice prin activități metabolice specifice. Agentul patogen fungic trebuie să se atașeze ferm de exoscheletul artropodului și să pătrundă în acesta, evitând sau suprimând apărarea gazdei, apoi să controleze comportamentul gazdei înainte de a o ucide; și, în cele din urmă, trebuie să protejeze carcasa de atacul microbian și al necrofagiilor.

Manipularea comportamentală a furnicii nu ar fi posibilă fără prezența unor populații extinse de celule fungice în apropierea creierului și în mușchii gazdei, deoarece acestea sunt responsabile pentru secreția diferitelor metaboliți cu consecințe comportamentale importante. În timpul infecției, parazitul se confruntă cu o serie de medii, cum ar fi diferitele țesuturi ale gazdei sau răspunsul imun. Studiile au arătat că O. unilateralis reacționează heterogen, secretând diferiți metaboliți în funcție de țesuturile gazdă pe care le întâlnește și dacă acestea sunt vii sau moarte. Identificarea acestor produse naturale este esențială pentru a înțelege aspectele specifice ale furnicilor care sunt sub controlul ciupercii și, prin urmare, modul în care O. unilateralis manipulează comportamentul furnicii.
1. Fixarea sporilor de O. unilateralis pe exoscheletul furnicii: Este prima etapă pe care ciuperca trebuie să o depășească pentru ca infecția să aibă succes. Hifele ciupercii străpung cuticula furnicii folosind enzime precum chitinază, lipază și protează, combinate cu presiunea mecanică.[8]
2. Convulsii și comportament de cățărare: După ce ciuperca pătrunde în furnică, aceasta se propagă, iar celulele fungice se găsesc lângă creierul gazdei. Odată ce populația este suficient de mare, ciuperca secretă compuși și preia controlul asupra sistemului nervos central (SNC), permițându-i să manipuleze furnica pentru a ajunge la solul pădurii și a urca pe vegetație.[13]
Doi compuși, sfingosina și acidul guanidinobutiric (GBA), au fost identificați ca fiind responsabili pentru manipularea comportamentului gazdei. Ambii compuși sunt cunoscuți pentru implicarea lor în diverse tulburări neurologice. Totuși, sunt necesare mai multe cercetări pentru a determina dacă alți metaboliți fungici interacționează cu creierul gazdei pentru a determina niveluri mai ridicate de sfingosină și GBA.[13]

Unele studii au identificat un alt compus, hipoxantină, prezent la concentrații extracelulare ridicate. Hipoxantina are efecte nocive asupra țesuturilor neuronale ale cortexului cerebral, ceea ce, în contextul furnicilor zombi, poate indica o modalitate prin care ciuperca alterează neuronii motori ai furnicii, influențând astfel comportamentul acesteia.[19]
3. ''Strânsoarea morții: Faimoasa „strânsoare a morții” observată la furnicile infectate este, de asemenea, un rezultat al manipulării induse de ciupercă. Acest comportament constă în faptul că o furnică infectată își blochează mandibulele pe o frunză atât de strâns încât este împiedicată să cadă, atârnând cu capul în jos, ceea ce permite creșterea corespunzătoare a corpului fructifer al ciupercii.[20]
Acest comportament poate fi rezultatul atrofierii mușchilor mandibulari cauzate de secreția de compuși fungici. În mai multe studii, populații de celule fungice au fost găsite în țesuturile musculare atrofiate ale mandibulei. S-a observat că aceste populații sunt interconectate prin tubuli anastomoși. Cercetătorii au propus că aceste rețele fungice hiperconectate indică o cooperare între celulele fungice pentru a controla acțiunile mușchilor mandibulari ai furnicii. O altă ipoteză frecvent întâlnită printre cercetători sugerează că celulele fungice se infiltrează între fibrele musculare și secretă substanțe chimice care provoacă atrofie musculară.[19]
Scăderi semnificative ale concentrației de leucină și ale numărului de mitocondrii au fost identificate la furnicile infectate. Un deficit de leucină împiedică regenerarea musculară, deoarece acest aminoacid este un regulator nutritiv al sintezei proteinelor musculare. De asemenea, o scădere a numărului de mitocondrii duce la o reducere a energiei și a nivelului de calciu din cauza lipsei de ATP și a reticulului sarcoplasmic care furnizează calciu pentru interacția actina-miozina, esențială pentru funcționarea celulelor musculare.[19]

Sunt necesare cercetări suplimentare pentru a identifica alți compuși fungici care contribuie la atrofia mușchilor mandibulari și pentru a înțelege efectele lor exacte asupra furnicii.

### Produsele naturale sunt specifice gazdei
Efectele O. unilateralis asupra gazdei variază în funcție de specia gazdă. Speciile de furnici care se găsesc în mod normal infectate în natură prezintă un comportament manipulat, în timp ce speciile care nu sunt în mod normal infectate sunt ucise de infecție, dar comportamentul lor nu este modificat. Aceasta se datorează, probabil, naturii eterogene a ciupercii care secretă metaboliți diferiți în funcție de specia gazdă.

## Distribuția geografică și prima apariție cunoscută
Multe studii descriu distribuția Ophiocordyceps unilateralis ca fiind pantropicală⁠(d), deoarece apare în principal în ecosistemele forestiere tropicale. Cu toate acestea, există unele rapoarte despre prezența ciupercii „furnică-zombi” în ecosisteme cu temperaturi calde.
Distribuția sa include pădurile tropicale din Brazilia, Australia și Thailanda, precum și pădurile temperate din Carolina de Sud, Florida și Japonia. În groapa Messel (Germania) a fost descoperită o fosilă veche de 48 de milioane de ani a unei tulpini de frunză care prezintă urme caracteristice lăsate de o furnică aflată în strânsoarea morții cauzată de Ophiocordyceps unilateralis.

## Impactul asupra gazdei
Atunci când furnicile infectate cu O. unilateralis mor, acestea sunt localizate în principal în regiuni cu o densitate mare de furnici care au fost manipulate și ucise anterior. Aceste zone sunt denumite „cimitire” și pot avea o rază de acțiune de 20-30 metri, cu o densitate locală de furnici moarte care poate depăși 25 pe metru pătrat.
Densitatea furnicilor moarte din aceste cimitire poate varia în funcție de condițiile climatice. Acest lucru înseamnă că factorii de mediu, cum ar fi umiditatea și temperatura, pot influența efectele O. unilateralis asupra populației gazdă. Studiile au descris modele sezoniere ale densității furnicilor moarte infectate anterior, cu o creștere în timpul sezonului ploios și o scădere în timpul sezonului uscat. Se crede că precipitațiile abundente de la începutul și sfârșitul sezonului ploios stimulează dezvoltarea fungică, ceea ce duce la eliberarea mai multor spori și, în cele din urmă, la infectarea și uciderea unui număr mai mare de indivizi.

## Potențial medicamentos
Ophiocordyceps sunt cunoscute în lumea farmaceutică ca fiind un grup important din punct de vedere medical. Ciupercile O. unilateralis produc diverși metaboliți secundari cunoscuți, precum și mai multe substanțe necaracterizate structural. Aceste produse naturale sunt investigate ca potențiale piste în eforturile de descoperire a unor obiective imunomodulatoare, antitumorale, hipoglicemiante și hipocolesterolemiante.
Într-o specie de Ophiocordyceps asociată cu cicadele japoneze, Ophiocordyceps înlocuiește bacteriile simbiotice din cicade pentru a ajuta gazda să proceseze seva ca nutrienți, spre deosebire de alte specii înrudite, cum ar fi Ophiocordyceps sinensis, care este un stimulent imunitar tradițional și un tratament pentru cancer în cultura tibetană și chineză.

### Derivați ai naftochinonei
Derivații naftochinonei sunt un exemplu de metabolit secundar cu potențial farmaceutic important produs de O. unilateralis. Șase derivați de naftochinonă cunoscuți au fost izolați din O. unilateralis, și anume eritrostominonă, deoxyeritrostominonă, 4-O-metil eritrostominonă, epieritrostominol, deoxyeritrostominol și 3,5,8-trihidroxi-6-metoxi-2-(5-oxohexa-1,3-dienil)-1,4-naftochinonă, care au demonstrat activitate în teste in vitro legate de descoperirea de medicamente antimalarice. Pe lângă activitățile antimalarice, s-a demonstrat că toți acești șase metaboliți secundari au activități anticancerigene și antibacteriene.
În plus, utilizarea pigmenților naftochinonici roșii produși de O. unilateralis a fost studiată ca potențial colorant pentru procesele de producție alimentară, cosmetică și farmaceutică. Acești pigmenți prezintă o culoare roșie în condiții acide și o culoare purpurie în condiții bazice. Aceste substanțe sunt stabile în condiții acide/alcaline și la lumină și nu sunt citotoxice, ceea ce le face aplicabile pentru colorarea alimentelor și ca colorant pentru alte materiale. Aceste atribute le fac, de asemenea, candidați promițători pentru testele antituberculoase la pacienții cu TBC secundar, prin îmbunătățirea simptomelor și creșterea imunității atunci când sunt utilizate în combinație cu medicamente chimioterapeutice.

### Policetide
În 2009, un studiu a arătat că O. unilateralis produce, de asemenea, policetide. Acești metaboliți secundari au fost utilizați în antibiotice, cum ar fi patulina, medicamente pentru colesterol, cum ar fi compactina, și tratamente antifungice. S-a raportat că policetidele au și alte efecte terapeutice, cum ar fi activități antitumorale, antioxidante și antiîmbătrânire.

## Hiperparazit fungic
O. unilateralis suferă de un hiperparazit fungic neidentificat, prezentat în literatura de specialitate drept „ciuperca antizombi”, care reduce viabilitatea sporilor la doar 6-7%, limitând astfel impactul pe care O. unilateralis îl are asupra coloniilor de furnici. Hiperparazitul atacă O. unilateralis în momentul în care tulpina fungică iese din corpul furnicii, ceea ce poate împiedica tulpina să își elibereze sporii.
Cimitirele de furnici moarte sunt frecvente și răspândite în întreaga zonă din jurul coloniei. Deși O. unilateralis este foarte virulent, doar aproximativ 6,5% din toate fructificațiile sunt producătoare de spori viabili. Aceasta se datorează slăbirii ciupercii de către hiperparazit, care limitează viabilitatea sporilor infecțioși. De asemenea, furnicile își oferă asistență reciprocă pentru a combate organismele microscopice care ar putea dăuna coloniei. Ciupercile suplimentare pot oferi, de asemenea, beneficii coloniei.

## Adaptarea la paraziți
În dinamica gazdă-parazit, atât gazda, cât și parazitul se află sub presiune selectivă: parazitul evoluează pentru a-și spori transmiterea, în timp ce gazda evoluează pentru a evita și/sau a rezista infecției.

### Fenotip extins
Unii paraziți au evoluat astfel încât să manipuleze comportamentul gazdei lor pentru a-și spori transmiterea la indivizii susceptibili neinfectați, sporindu-și astfel fitness-ul. Această manipulare a gazdei este denumită „fenotip extins” al parazitului și reprezintă o formă de adaptare. Manipularea comportamentului furnicilor gazdă de către O. unilateralis este unul dintre cele mai cunoscute exemple de fenotipuri extinse.
Fenotipul extins al O. unilateralis se manifestă prin faptul că furnica infectată părăsește cuibul și traseul său normal de hrănire pentru a ajunge la solul pădurii, urcând ulterior până la aproximativ 25 de centimetri deasupra solului, o înălțime considerată optimă pentru dezvoltarea fungică datorită nivelului de umiditate și temperaturii. Aceasta este urmată de o „strânsoare a morții” a furnicii infectate, odată ce aceasta ajunge într-un loc cu condiții optime pentru dezvoltarea fungică post-mortem. Astfel, ciuperca continuă să crească și eliberează spori fungici pe solul pădurii. Acești spori vor fi apoi întâlniți de furnici care, atunci când ruta de hrănire aeriană nu este posibilă, trebuie să coboare ocazional la nivelul solului. Prin urmare, O. unilateralis controlează comportamentul furnicii, iar această manipulare reprezintă o adaptare care îmbunătățește fitness-ul ciupercii prin selecția naturală acționând asupra genelor sale.

### Investiție somatică
Unele studii sugerează că O. unilateralis are o altă formă de adaptare care îi asigură reproducerea repetată. Acest lucru ar fi crucial pentru specii de O. unilateralis, deoarece pot produce și elibera în aer spori transparenți și cu pereți subțiri, care sunt sensibili la condițiile de mediu, cum ar fi radiațiile UV și uscăciunea.
Studiile sugerează că viabilitatea scurtă a sporilor fungici conduce la necesitatea de investiții somatice (creștere/supraviețuire) din partea parazitului pentru a susține dezvoltarea corpului fructifer al ciupercii pe gazda sa, permițând astfel reproducerea repetată. Pentru a realiza acest lucru, O. unilateralis fortifică cadavrul furnicii pentru a preveni descompunerea acestuia, ceea ce asigură continuarea creșterii corpului fructifer. Astfel, ciuperca cunoscută sub numele de „furnică-zombie” se adaptează la viabilitatea scurtă a sporilor săi prin creșterea producției acestora utilizând furnica moartă.

## Adaptarea gazdei
Principalele gazde ale O. unilateralis au dezvoltat comportamente adaptative care limitează rata de contact dintre gazdele susceptibile neinfectate și cele infectate, reducând astfel riscul de transmitere.
Gazdele principale ale O. unilateralis au dezvoltat forme comportamentale eficiente de imunitate socială. Furnicile își curăță reciproc exoscheletele pentru a reduce prezența sporilor atașați. De asemenea, furnicile pot detecta când un membru al coloniei este infectat; furnicile sănătoase transportă individul infectat cu O. unilateralis departe de colonie pentru a evita expunerea la spori. Există, de asemenea, rapoarte conform cărora majoritatea furnicilor lucrătoare rămân în interiorul cuibului; aceasta ar implica că doar furnicile lucrătoare sunt expuse riscului de infectare.
În plus, una dintre gazdele principale ale ciupercii, Camponotus leonardi, a oferit dovezi privind evitarea solului forestier de către furnicile gazdă ca metodă de apărare. În zonele unde O. unilateralis este prezent, C. leonardi își construiește cuiburile la înălțime în coronament și are o rețea extinsă de trasee aeriene. Aceste trasee coboară ocazional la nivelul solului, unde au loc infecții și cimitire, din cauza golurilor din coronament prea greu de traversat de furnici. Atunci când traseele coboară la solul pădurii, lungimea lor este de aproximativ trei până la cinci metri înainte de a se întoarce în coronament. Acest lucru demonstrează evitarea zonelor de infecție de către furnici. În plus, dovezile sugerează că această metodă de apărare este adaptivă, deoarece nu este observată în pădurile neperturbate unde ciuperca furnică-zombie nu este prezentă.

## În ficțiune
În seria de jocuri video The Last of Us, Ophiocordyceps unilateralis a evoluat pentru a infecta oamenii, generând astfel inamici asemănători zombilor în joc. De asemenea, în episodul doi al serialului de televiziune The Last of Us din 2023, difuzat pe HBO Max, Ophiocordyceps unilateralis este dezvăluit ca fiind cauza principală a epidemiei infectate și a prăbușirii ulterioare a civilizației umane. În serial, ciuperca, care s-a adaptat la temperaturi mai ridicate din cauza schimbărilor climatice, preia controlul asupra oamenilor (spre deosebire de insecte) ca gazdă alternativă și îi determină să manifeste comportamente neregulate, cum ar fi dorința de a ataca și infecta persoanele neinfectate. Craig Mazin⁠(d), co-scenarist și producător al serialului, a declarat că tot ceea ce serialul sugerează că fac ciupercile, acestea au realizat de-a lungul timpului în viața reală.
În romanul The Girl With All The Gifts din 2014, adaptarea sa cinematografică din 2016 și în romanul său prequel intitulat The Boy on the Bridge - toate scrise de M.R. Carey, o tulpină de Ophiocordyceps unilateralis este capabilă să infecteze populația umană prin schimbul de fluide corporale, conducând la o lume apocaliptică locuită de „flămânzi” zombi care atacă persoanele neinfectate. Romanul The Genius Plague de David Walton, deși nu se referă în mod specific la această specie, dezvoltă ideea ciupercilor care influențează animalele printr-o ciupercă care invadează creierele oamenilor și le influențează acțiunile în favoarea sa.